# Morrisville (Bucks County, Pennsylvania)
Morrisville é um distrito localizado no estado norte-americano de Pensilvânia, no Condado de Bucks.

## Demografia
Segundo o censo norte-americano de 2000, a sua população era de 10.023 habitantes.
Em 2006, foi estimada uma população de 9746, um decréscimo de 277 (-2.8%).

## Geografia
De acordo com o United States Census Bureau tem uma área de
5,1 km², dos quais 4,6 km² cobertos por terra e 0,5 km² cobertos por água.

## Localidades na vizinhança
O diagrama seguinte representa as localidades num raio de 8 km ao redor de Morrisville.